# Каштелу-де-Пеналва
Каштелу-де-Пеналва (порт. Castelo de Penalva)  —  район (фрегезия) в Португалии,  входит в округ Визеу. Является составной частью муниципалитета  Пеналва-ду-Каштелу. Находится в составе крупной городской агломерации Большое Визеу. По старому административному делению входил в провинцию Бейра-Алта. Входит в экономико-статистический  субрегион Дан-Лафойнш, который входит в Центральный регион. Население составляет 1070 человек на 2001 год. Занимает площадь 27,35 км².